# دوس (ریگی)
دوس (به لاتین: Dosse) یک کوه در سوئیس است که در کانتون اشووتس واقع شده‌است. دوس ۱٬۶۸۴ متر بالاتر از سطح دریا واقع شده‌است.